# Anthracophora siamensis
Anthracophora siamensis är en skalbaggsart som beskrevs av Ernst Gustav Kraatz 1894. Anthracophora siamensis ingår i släktet Anthracophora och familjen Cetoniidae. Inga underarter finns listade i Catalogue of Life.